# Gianfrancesco Nardi
Gianfrancesco Nardi (Teramo, 1833 – 1903) è stato un fotografo e pittore italiano.

## Biografia
Primo fotografo professionista in terra d'Abruzzo, era figlio del poeta Antonio Nardi e nipote dell'omonimo Gianfrancesco, che era stato agronomo e socio fondatore della Società economica di Abruzzo Ultra Primo. Il giovane Gianfrancesco ebbe la sua prima istruzione nel Real Collegio di Teramo. All'inizio degli anni cinquanta dell'Ottocento si trasferì a Napoli per frequentare l'Accademia di belle arti di Napoli e proprio qui, presumibilmente, ebbe la sua iniziazione all'arte fotografica. Tornato a Teramo verso il 1860, fu ufficiale della Guardia Nazionale e si trovò a partecipare alla lotta contro il brigantaggio. È in questo periodo che realizzò numerosi ritratti di ambiente militare.
Nell'ottobre del 1861 sposò Filomena Rozzi, appartenente a una delle più antiche e ricche famiglie della provincia teramana. Le risorse economiche della moglie congiunte a quelle molto cospicue della propria famiglia di origine gli consentirono di praticare la fotografia senza l'assillo del guadagno a tutti i costi. Fin dai primi anni sessanta avviò una capillare campagna di documentazione sulla città di Teramo e su altre porzioni del territorio aprutino. Sono sue le più antiche fotografie conosciute raffiguranti il Gran Sasso d’Italia.
Nel 1867 partecipò all'Esposizione universale di Parigi con una serie di ritratti fotografici acquerellati a mano. Il suo nome è legato però in modo speciale alla pubblicazione del portfolio “Ricordi di Teramo”, considerato la prima guida fotografica della città, uscito nel 1881 dopo un capillare lavoro di studio e di ricerca svolto per oltre due anni, anche in collaborazione con altri fotografi. Nel 1884 fu a Torino per l'Esposizione nazionale e in questa occasione effettuò un vero e proprio reportage all'interno dei padiglioni della mostra. Cinquanta delle stereoscopie realizzate nell'occasione sono oggi conservate presso la Biblioteca regionale Melchiorre Dèlfico di Teramo.
Il carattere irruente e una notevole vena polemica lo portarono a impegnarsi anche in campo giornalistico, spesso però con toni eccessivamente aspri che gli procurarono odii, inimicizie e problemi con la giustizia. Nel corso degli anni Nardi si dedicò sempre più alla pittura in particolare come ritrattista. Nonostante l'archivio dell'artista sia andato perduto la documentazione a noi pervenuta è sufficiente alla ricostruzione della sua opera. Di grande interesse è la collezione degli autoritratti fotografici, realizzati lungo l'intero corso della sua vita. Recentemente sono stati pubblicati gli scatti contenuti in un “album di famiglia” conservato dagli eredi. Suoi dipinti sono conservati nel Museo civico di Teramo e presso numerose collezioni private d'Abruzzo.

## Opere
- Ricordi di Teramo, portfolio che raccoglie n. 20 vedute della città, ciascuna recante la stampigliatura “Teramo e sue adiacenze”, 1881;
- Paesaggi e ritratti, a cura di Fausto Eugeni e Jacopo Nardi, Sant'Atto di Teramo, Edigrafital, 2002;

Fotografie di Nardi e incisioni tratte dalle sue fotografie sono contenute anche in: 
- Fedele Romani, Un romito abruzzese del XIX secolo, Piacenza, Porta, 1886;
- Teramo, in “Le Cento città d'Italia”, Milano, Sonzogno, 1890;
- Gustavo Strafforello, Province di L'Aquila, Chieti, Teramo, Campobasso, Torino, Utet, 1899, pp. 249–259;
- Fedele Romani, Colledara, Firenze, Bemporad, 1907;

Gli scritti giornalistici, che Nardi pubblicò negli ultimi venti anni dell'Ottocento, sono tutti contenuti nel “Corriere abruzzese”, giornale edito a Teramo e diretto in quegli anni da Francesco Taffiorelli.